# Cayn
Cayn (ibland även Ayn) är en region i östra  SSC-Khatumo, Somalia. Huvudort är Buuhoodle. Cayn var tidigare en del av regionen Togdheer, men bröt sig ur.
Även Puntland gör anspråk på regionen, men har förlorat kontroll över regionen.